# Assassinat a Larzac
Assassinat a Larzac o Assassinat al Larzac (títol original en francès, Crime a Saint-Affrique o Crim al Larzac) és un telefilm francobelga de 2020 dirigit per Marwen Abdallah emès a France 3 i a La Une. S'ha doblat al valencià per a À Punt amb el títol amb d'Assassinat a Larzac, i al català central per a TV3 amb el nom d'Assassinat al Larzac.
La pel·lícula és una coproducció de Paradis Films, France Télévisions, Be-Films i RTBF. La pel·lícula es va rodar a Sent Africa del 18 de febrer al 13 de març de 2020.

## Sinopsi
En Pierre Loiseau, un criador i gran terratinent de Sent Africa, és assassinat. La policia sospita de diversos sospitosos: la xicota, l'exdona, un petit camperol en ruïnes de la zona, un grup d'⁣antiespecistes...
La tinent Caroline Martinez, el capità Charles Jouanic i la fiscal Élisabeth Richard hauran d'infiltrar-se a la comuna de l'Avairon per intentar trobar la veritat.

## Repartiment
- Florence Pernel: Élisabeth Richard, procureure
- Guillaume Cramoisan: Charles Jouanic
- Lola Dewaere: Caroline Martinez
- Bernard Yerlès: Raphaël Berthelot
- Stéphane Guillon: Alain Rougemont
- Xavier Lemaître: Pierre Loiseau
- Agnès Blanchot: Catherine Loiseau